# Aliénor de Poitiers
Aliénor de Poitiers o Eleanor de Poitiers (1444 / 1446-1509) va ser una cortesana i escriptora borgonyesa.
Va ser la filla del noble Jean de Poitiers de Xampany i d'Isabel de Sousa, membre d'una línia il·legítima de la casa reial de Portugal. Els seus pares eren membres de la cort del duc Felip III de Borgonya i Isabel de Portugal i de Lancaster, la duquessa de Borgoña, i ella mateixa es va convertir en una dama d'honor d'Isabel de Borbó el 1458. Es va casar amb Guillame de Stavele el 1462, i Joan I de Castella, el 1496 la nomenà dama d'honor de la nova duquessa de Borgoña. Se sap que ella també era la Vescomtessa vídua de Veurne.
Aliénor de Poitiers es destaca com a autora de Les honneurs de la cour, un llibre d'etiqueta de la cort escrit entre 1484 i 1491. El llibre ofereix les estructures i regles del ritual de la cort i l'etiqueta adequada per a diferents classes i situacions socials. Estava especialment interessada en les convencions observades quan dones de diversos rangs estaven estirades a la cambra de part. El llibre ofereix una descripció de la vida de la cort del Ducat de Borgoña, aleshores famós, el més desenvolupat i refinat a tot Europa fora d'Itàlia. El seu text es considera una valuosa font històrica.
La seva mare havia estat dama de companyia d'Isabel de Portugal, duquessa de Borgoña. Alienor havia residit amb la seva mare a la cort borgonyona. A més de les seves pròpies observacions, dona les de la seva mare, i les d'una altra dama, Jeanne d'Harcourt, casada el 1391 amb el comte Guillem de Namur. Aliénor de Poitiers havia estat considerada la millor autoritat en l'etiqueta de la cort del regne de França. La recopilació resultant dels costums de la cort constitueix una mena de diari familiar que abasta tres generacions i s'estén més d'un segle.
El llibre no s'hauria de confondre amb el homònim: Honneurs de la Cour, un llibre del segle xviii que servia per decidir el rang d'un noble.

## Llegat
És una de les dones representades en el treball artístic The Dinner Party, de Judy Chicago, que inclou 999 noms de dones notables de la historia.